# Just Béla
Just Béla, Raabstern (Budapest/Pozsony, 1906. január 15. – Palma de Mallorca, Spanyolország, 1954. július 7.) író, műfordító, lapszerkesztő.

## Élete
Raabstern Salamon fia. Fiatalon kikeresztelkedett, és egy ideig piarista növendék volt. A Pázmány Péter Tudományegyetemen magyar–francia szakos tanári oklevelet szerzett, majd éveken át a francia tanszék adjunktusa volt. 1931 és 1939 között a Korunk Szava című folyóirat munkatársaként dolgozott. 1935 és 1944 között alapító tagja és munkatársa volt a Vigília című katolikus lapnak és az új-katolikus irodalmi irányzat követője volt. 1938-ban a Magyar Katolikus Könyvek című vállalkozás első köteteként Keresztút címmel erősen szexuális színezetű regényt adott ki, amelyet a kiadó az olvasók felzúdulása miatt eltüntetett a könyvpiacról. A második világháborút követően elhagyta szülőföldjét és Franciaországban telepedett le. 1946 és 1954 között a Grenoble-i és a lyoni egyetem magyar lektora volt. Magyar írásai a müncheni Látóhatárban jelentek meg. Szerkesztette a Fáklyák az éjszakában és A mai katolikus irodalom kincsesháza című antológiát. Főképp francia regényeket fordított magyarra. Halálát tengeri baleset okozta.

## Művei
- Mécs László. Budapest, 1930.
- A szerelem lélektana M. Proust műveiben. Budapest, 1932.
- Mécs László vál. költeményei. Összeáll. Szerk. Budapest, 1934.
- A modern francia katolikus irodalom, Budapest, 1935. (Magyar kultúra könyvtár 7-8.)
- A sátán árnyékában. Írta G. Bernanos. Ford. Budapest, 1936.
- Hajnali kettő. Reg. Budapest, 1937.
- Madame Curie. Írta Eva Curie. Ford. Budapest, 1938.
- Vianney Szt János. Budapest, 1938. (Korunk szentjei)
- Mi európaiak. Szerk. Budapest, 1938.
- Botrány. Szabó Lőrinc és Vas István Villon-fordításainak bírálata. Budapest, 1940.
- Szagosmise. Regény, Budapest, 1940.
- Vörös vagy fekete. Regény, Budapest, 1941.
- A skótok kir-a. Írta Jean de La Varende. Ford. Budapest, 1941.
- Ami elveszett. Írta F. Mauriac. Budapest, 1941.
- A mai katolikus irodalom kincsesháza. Possonyi Lászlóval. Budapest, 1942.
- Szánjuk a nőket. Írta H. de Montherlant. Ford. Budapest, 1942.
- Lányok. Írta ugyanő. Ford. Budapest, 1942.
- Eszelősök. Reg. Budapest, 1943.
- Fény. Írta Robert Traz. Ford. Budapest, 1943.
- Rohanó élet. Írta P. Morand. Ford. Budapest, 1947.
- Gibraltár. Írta Joseph Peyre. Budapest, 1947.
- Un proces préfabriqué. L'affaire Mindszenty. Paris, 1949.
- Allegro barbaro. Paris, 1950. (hollandul: Tielt, 1951; németül: Düsseldorf, 1951)
- Les illuminés. Paris, 1950. (németül: Erleuchtete Toren. Nürnberg, 1950; olaszul: Gil illuminati. Torino, 1954; hollandul: Dwozen. Bildhoven-Antwerpen, 1951)
- Pecheur de lune. Paris, 1951. (németül: Der Mondfischer. Nürnberg, 1951)
- Mission à Paris. Paris, 1953. (németül: Der Lastträger Gottes. Würzburg, 1953; spanyolul: En la mission de Paris. San Sebastian, 1954)
- Gortstrasse III. Stock. Zürich, 1954. (franciául: Paris, 1954; hollandul: Utrecht-Antwerpen, 1957)
- La potence et la croix. Elbeszélés, Paris, 1954.
- Le portefaix de dieu. Paris, 1955.
- Viktor ging ohne Krawatte. Würzburg, 1956.
- Masken. Reklinghausen, 1958.
- Szalenerg. Warsawa, 1967.